# Horné Srnie
Horné Srnie – wieś i gmina (obec) w powiecie Trenczyn w kraju trenczyńskim w północno-zachodniej Słowacji.
Centrum wsi leży na wysokości 242 metrów n.p.m. Gmina zajmuje powierzchnię 27,257 km², w 2011 roku liczyła 2847 mieszkańców.
Pierwsza pisemna wzmianka o wsi pochodzi z 1439 roku.